# Sanremo Compilation 2021
Sanremo Compilation 2021 è la compilation ufficiale del Festival di Sanremo 2021, pubblicata il 5 marzo 2021 in concomitanza con la 71ª edizione del Festival di Sanremo.

## Tracce

### Versione standard
CD 1
1. Francesca Michielin e Fedez – Chiamami per nome
2. La Rappresentante di Lista – Amare
3. Måneskin – Zitti e buoni
4. Madame – Voce
5. Colapesce e Dimartino – Musica leggerissima
6. Gaia – Cuore amaro
7. Aiello – Ora
8. Irama – La genesi del tuo colore
9. Noemi – Glicine
10. Random – Torno a te
11. Ermal Meta – Un milione di cose da dirti
12. Annalisa – Dieci
13. Lo Stato Sociale – Combat pop
14. Fulminacci – Santa Marinella
15. Willie Peyote – Mai dire mai (la locura)
16. Coma Cose – Fiamme negli occhi
17. Fasma – Parlami

CD 2
1. Francesco Renga – Quando trovo te
2. Max Gazzè – Il farmacista
3. Malika Ayane – Ti piaci così
4. Bugo – E invece sì
5. Arisa – Potevi fare di più
6. Ghemon – Momento perfetto
7. Gio Evan – Arnica
8. Extraliscio feat. Davide Toffolo – Bianca luce nera
9. Orietta Berti – Quando ti sei innamorato
10. Avincola – Goal!
11. Davide Shorty – Regina
12. Dellai – Io sono Luca
13. Elena Faggi – Che ne so
14. Folcast – Scopriti
15. Gaudiano – Polvere da sparo
16. Greta Zuccoli – Ogni cosa sa di te
17. Wrongonyou – Lezioni di volo

### Versione per edicola
CD 1
1. Francesca Michielin e Fedez – Chiamami per nome
2. La Rappresentante di Lista – Amare
3. Måneskin – Zitti e buoni
4. Madame – Voce
5. Colapesce e Dimartino – Musica leggerissima
6. Gaia – Cuore amaro
7. Aiello – Ora
8. Irama – La genesi del tuo colore
9. Noemi – Glicine
10. Random – Torno a te
11. Ermal Meta – Un milione di cose da dirti
12. Annalisa – Dieci
13. Lo Stato Sociale – Combat pop
14. Willie Peyote – Mai dire mai (la locura)
15. Coma Cose – Fiamme negli occhi

CD 2
1. Fasma – Parlami
2. Francesco Renga – Quando trovo te
3. Max Gazzè – Il farmacista
4. Malika Ayane – Ti piaci così
5. Bugo – E invece sì
6. Arisa – Potevi fare di più
7. Gio Evan – Arnica
8. Extraliscio feat. Davide Toffolo – Bianca luce nera
9. Orietta Berti – Quando ti sei innamorato
10. Avincola – Goal!
11. Davide Shorty – Regina
12. Dellai – Io sono Luca
13. Gaudiano – Polvere da sparo
14. Greta Zuccoli – Ogni cosa sa di te

Nella versione per edicola, la compilation contiene cinque brani in meno, quelli interpretati dai Big: Ghemon e Fulminacci e dai Giovani: Elena Faggi, Folcast e Wrongonyou.

## Classifiche
| Classifica (2021) | Posizione massima |
| ----------------- | ----------------- |
| Italia            | 2                 |